# Thecla lydia
Thecla lydia är en fjärilsart som beskrevs av Kirby 1871/77. Thecla lydia ingår i släktet Thecla och familjen juvelvingar. Inga underarter finns listade i Catalogue of Life.